# Liste der Landschaftsschutzgebiete in Oberfranken
Die Liste der Landschaftsschutzgebiete in Oberfranken bindet folgende Listen der Landschaftsschutzgebiete in oberfränkischen Landkreisen und Städten aus dem Artikelnamensraum ein:

## Landkreise und Gemeinden
- Liste der Landschaftsschutzgebiete im Landkreis Bamberg
- Liste der Landschaftsschutzgebiete in Bamberg
- Liste der Landschaftsschutzgebiete im Landkreis Bayreuth
- Liste der Landschaftsschutzgebiete in der Stadt Bayreuth
- Liste der Landschaftsschutzgebiete im Landkreis Coburg
- Liste der Landschaftsschutzgebiete in Coburg
- Liste der Landschaftsschutzgebiete im Landkreis Forchheim
- Liste der Landschaftsschutzgebiete in Hof (Saale)
- Liste der Landschaftsschutzgebiete im Landkreis Hof
- Liste der Landschaftsschutzgebiete im Landkreis Kronach
- Liste der Landschaftsschutzgebiete im Landkreis Kulmbach
- Liste der Landschaftsschutzgebiete im Landkreis Lichtenfels
- Liste der Landschaftsschutzgebiete im Landkreis Wunsiedel im Fichtelgebirge

Die Auswahl entspricht dem Regierungsbezirk Oberfranken. Im Regierungsbezirk gibt es 70 Landschaftsschutzgebiete (Stand November 2018).

## Hinweise zu den Angaben in der Tabelle
- Gebietsname: Amtliche Bezeichnung des Schutzgebietes
- Bild/Commons: Bild und Link zu weiteren Bildern aus dem Schutzgebiet
- LSG-ID: Amtliche Nummer des Schutzgebietes
- WDPA-ID: Link zum Eintrag des Schutzgebietes in der World Database on Protected Areas
- Wikidata: Link zum Wikidata-Eintrag des Schutzgebietes
- Ausweisung: Datum der Ausweisung als Schutzgebiet
- Gemeinde(n): Gemeinden, auf denen sich das Schutzgebiet befindet
- Lage: Geografischer Standort
- Fläche: Gesamtfläche des Schutzgebietes in Hektar
- Flächenanteil: Anteilige Flächen des Schutzgebietes in Landkreisen/Gemeinden, Angabe in % der Gesamtfläche
- Bemerkung: Besonderheiten und Anmerkungen

Bis auf die Spalte Lage sind alle Spalten sortierbar.
| Gebietsname | Bild/Commons   | LSG-ID       | WDPA-ID | Wikidata  | Ausweisung | Gemeinde(n) | Lage     | Fläche ha | Flächenanteil | Bemerkung |
| --- | -------------- | ------------ | ------- | --------- | ---------- | ----------- | -------- | --------- | --- | --------- |
| LSG innerhalb des Naturparks Hassberge (ehemals Schutzzone)                                                                               | weitere Bilder | LSG-00573.01 | 396122  | Q59632927 | 1987       |             | Position | 56385,96  | Landkreis Bamberg (12,3 %), Landkreis Rhön-Grabfeld (19,5 %), Landkreis Haßberge (66,6 %), Landkreis Schweinfurt (1,6 %)                                                                             |           |
| LSG innerhalb des Naturparks Steigerwald (ehemals Schutzzone)                                                                             | weitere Bilder | LSG-00569.01 | 396119  | Q59586157 | 1988       |             | Position | 88558,46  | Landkreis Bamberg (20,3 %), Landkreis Erlangen-Höchstadt (3,6 %), Landkreis Neustadt an der Aisch (38,4 %), Landkreis Haßberge (17,0 %), Landkreis Kitzingen (14,0 %), Landkreis Schweinfurt (6,7 %) |           |
| Säugries | weitere Bilder | LSG-00474.01 | 395982  | Q59637995 | 1993       |             | Position | 85,71     | Landkreis Bamberg (100 %) |           |
| Schutz von Landschaftsteilen im Stadt- und Landkreis Bamberg LSG Hauptsmoorwald                                                           | weitere Bilder | LSG-00533.01 | 396066  | Q59637997 | 2000       |             | Position | 3045,84   | Bamberg (21,8 %), Landkreis Bamberg (78,2 %) |           |
| LSG Röthelbachtal im Gebiet der Stadt Bamberg                                                                                             | weitere Bilder | LSG-00479.01 | 395987  | Q59638121 | 1994       |             | Position | 13,75     | Bamberg (99,5 %) |           |
| Schutz der Landschaftsräume Altenburg – Rothof im Gebiet der Stadt Bamberg                                                                | weitere Bilder | LSG-00279.01 | 395754  | Q59638120 | 1976       |             | Position | 80,58     | Bamberg (100 %) |           |
| Schutz der Landschaftsräume Leinritt und Bamberger Hain im Gebiet der Stadt Bamberg                                                       | weitere Bilder | LSG-00278.01 | 395753  | Q59638117 | 1976       |             | Position | 89,19     | Bamberg (100 %) |           |
| LSG Fränkische Schweiz – Veldensteiner Forst im Regierungsbezirk Oberfranken                                                              | weitere Bilder | LSG-00556.01 | 396107  | Q59635232 | 2001       |             | Position | 100393,8  | Landkreis Bamberg (23,2 %), Landkreis Bayreuth (34,0 %), Landkreis Forchheim (25,8 %), Landkreis Kulmbach (4,5 %), Landkreis Lichtenfels (12,6 %)                                                    |           |
| LSG Oberer Bleyer im Landkreis Bayreuth                                                                                                   |                | LSG-00537.01 | 396088  | Q59637555 | 2000       |             | Position | 5,1       | Landkreis Bayreuth (100 %) |           |
| LSG Oberes Rotmaintal | weitere Bilder | LSG-00532.01 | 396065  | Q59637554 | 2000       |             | Position | 1326,96   | Bayreuth (49,9 %), Landkreis Bayreuth (50,0 %) |           |
| LSG Schloßpark Fantaisie im Gebiet der Stadt Bayreuth und des Landkreises Bayreuth                                                        | weitere Bilder | LSG-00317.01 | 395804  | Q59637550 | 1980       |             | Position | 117,89    | Bayreuth (6,1 %), Landkreis Bayreuth (93,9 %) |           |
| LSG Schobertsberg im Landkreis Bayreuth                                                                                                   |                | LSG-00292.01 | 395769  | Q59637548 | 1978       |             | Position | 219,2     | Landkreis Bayreuth (100 %) |           |
| LSG Sophienberg |                | LSG-00038.01 | 395475  | Q59637544 | 1954       |             | Position | 347,35    | Landkreis Bayreuth (100 %) |           |
| LSG Steinachtal mit Oschenberg | weitere Bilder | LSG-00504.01 | 396015  | Q59637552 | 1996       |             | Position | 2264,94   | Bayreuth (16,5 %), Landkreis Bayreuth (83,5 %) |           |
| Schutz von Landschaftsräumen im Gebiet der Stadt Bayreuth und der Landkreise Bayreuth und Kulmbach (Hohe Warte / Maintalhang)             |                | LSG-00554.01 | 396105  | Q59635631 | 2001       |             | Position | 1548,56   | Bayreuth (18,1 %), Landkreis Bayreuth (59,3 %), Landkreis Kulmbach (22,6 %) |           |
| Schutz von Landschaftsteilen im Landkreis Bayreuth (LSG Lüchaugraben zwischen Donndorf und Eckersdorf)                                    |                | LSG-00044.01 | 395476  | Q59637547 | 1955       |             | Position | 1,81      | Landkreis Bayreuth (100 %) |           |
| LSG Talau der Pensenwiesen im Gebiet der Stadt Bayreuth                                                                                   |                | LSG-00437.01 | 395945  | Q59637859 | 1989       |             | Position | 113,83    | Bayreuth (99,7 %) |           |
| LSG Talau des Mistelbaches im Gebiet der Stadt Bayreuth                                                                                   |                | LSG-00438.01 | 395946  | Q59637862 | 1989       |             | Position | 51,36     | Bayreuth (99,9 %) |           |
| LSG Talau des Sendelbaches und des Tappert im Gebiet der Stadt Bayreuth                                                                   |                | LSG-00410.01 | 395918  | Q59637858 | 1988       |             | Position | 103,95    | Bayreuth (99,5 %) |           |
| Schutz von Landschaftsräumen im Gebiet der Stadt Bayreuth und des Landkreises Bayreuth (Roter Hügel/Oberpreuschwitz)                      |                | LSG-00272.01 | 395750  | Q59637857 | 1975       |             | Position | 135,46    | Bayreuth (100 %) |           |
| Callenberger Forst | weitere Bilder | LSG-00297.01 | 395776  | Q59637247 | 1979       |             | Position | 739,41    | Coburg (44 %), Landkreis Coburg (56,0 %) |           |
| Gericht |                | LSG-00034.01 | 395471  | Q59637223 | 1954       |             | Position | 0,84      | Landkreis Coburg (100 %) |           |
| Kalmusrangen |                | LSG-00036.01 | 395473  | Q59637227 | 1954       |             | Position | 2,54      | Landkreis Coburg (100 %) |           |
| Muppberg | weitere Bilder | LSG-00266.03 | 395745  | Q59637244 | 1973       |             | Position | 247,44    | Landkreis Coburg (99,9 %) |           |
| Rosenau | weitere Bilder | LSG-00266.02 | 395744  | Q59637241 | 1973       |             | Position | 122,48    | Landkreis Coburg (100 %) |           |
| Rottenbachsgrund |                | LSG-00035.01 | 395472  | Q59637225 | 1954       |             | Position | 19,65     | Landkreis Coburg (100 %) |           |
| Sandberg bei Ahorn |                | LSG-00258.01 | 395736  | Q59637237 | 1973       |             | Position | 117,73    | Coburg (22,3 %), Landkreis Coburg (77,7 %) |           |
| Südlicher Itzgrund | weitere Bilder | LSG-00475.01 | 395983  | Q59637251 | 1993       |             | Position | 1180,5    | Coburg (5,1 %), Landkreis Coburg (94,8 %) |           |
| Thanner Grund mit angrenzenden Waldgebieten                                                                                               |                | LSG-00239.03 | 395717  | Q59637233 | 1972       |             | Position | 2152,12   | Landkreis Coburg (99,9 %) |           |
| Weinbergshut |                | LSG-00239.01 | 395715  | Q59637229 | 1972       |             | Position | 25,47     | Landkreis Coburg (100 %) |           |
| Weisbachsgrund |                | LSG-00239.02 | 395716  | Q59637232 | 1972       |             | Position | 577,27    | Landkreis Coburg (100 %) |           |
| LSG Regnitzauen | weitere Bilder | LSG-00081.02 | 395503  | Q59636319 | 1956       |             | Position | 77,06     | Landkreis Forchheim (100 %) |           |
| Schutz von Landschaftsteilen im Landkreis Forchheim (LSG Burk)                                                                            | weitere Bilder | LSG-00073.01 | 395497  | Q59636317 | 1956       |             | Position | 20,24     | Landkreis Forchheim (100 %) |           |
| Schutz von Landschaftsteilen im Landkreis Forchheim (LSG Langensendelbach)                                                                |                | LSG-00088.01 | 395508  | Q59636321 | 1958       |             | Position | 24,87     | Landkreis Forchheim (99,9 %) |           |
| LSG Kulm - Pfaffenteiche im Gebiet der Stadt Hof                                                                                          |                | LSG-00445.01 | 395953  | Q59637067 | 1990       |             | Position | 275,6     | Hof (100 %) |           |
| LSG Regnitztal bei Unterkotzau im Gebiet der Stadt Hof                                                                                    |                | LSG-00477.01 | 395985  | Q59637070 | 1993       |             | Position | 8,97      | Hof (100 %) |           |
| LSG Theresienstein der Stadt Hof | weitere Bilder | LSG-00351.01 | 395859  | Q59637066 | 1983       |             | Position | 131,7     | Hof (100 %) |           |
| LSG Regnitzgrund |                | LSG-00495.01 | 396003  | Q59636672 | 1995       |             | Position | 217,42    | Landkreis Hof (100 %) |           |
| LSG Saaletal im Gebiet der Stadt Hof und des Landkreises Hof                                                                              | weitere Bilder | LSG-00330.01 | 395820  | Q59636667 | 1982       |             | Position | 2619,24   | Hof (4,7 %), Landkreis Hof (95,0 %) |           |
| LSG Selbitztal mit Nebentälern im Gebiet des Landkreises Hof                                                                              |                | LSG-00380.01 | 395888  | Q59636668 | 1985       |             | Position | 1357,86   | Landkreis Hof (100 %) |           |
| Schutz der Sachsenruhe in Bad Steben |                | LSG-00033.01 | 395470  | Q59636656 | 1954       |             | Position | 1,62      | Landkreis Hof (100 %) |           |
| Schutz des Landschaftsteils Wojaleite | weitere Bilder | LSG-00069.01 | 395494  | Q59636660 | 1956       |             | Position | 28,74     | Landkreis Hof (100 %) |           |
| Schutz von Landschaftsräumen im Gebiet der Stadt Hof und des Landkreises Hof (Untreubachtal)                                              | weitere Bilder | LSG-00269.01 | 395747  | Q59636664 | 1974       |             | Position | 834,03    | Hof (43,8 %), Landkreis Hof (56,2 %) |           |
| Schutz von Landschaftsteilen (LSG Lamitzgrund - Nördlicher Teil)                                                                          |                | LSG-00196.01 | 395676  | Q59636662 | 1970       |             | Position | 549,96    | Landkreis Hof (100 %) |           |
| Schutz von Landschaftsteilen (LSG Weißenstein bei Stammbach, Landkreis Münchberg) Landkreis Hof                                           |                | LSG-00061.01 | 395487  | Q59636658 | 1955       |             | Position | 20,14     | Landkreis Hof (100 %) |           |
| LSG Degen in der Gemarkung Küps und Au | weitere Bilder | LSG-00334.01 | 395824  | Q59636033 | 1982       |             | Position | 12,26     | Landkreis Kronach (100 %) |           |
| LSG Frankenwald im Gebiet der Landkreise Hof, Kronach und Kulmbach                                                                        | weitere Bilder | LSG-00555.01 | 396106  | Q59635634 | 2001       |             | Position | 43183,38  | Landkreis Hof (17,2 %), Landkreis Kronach (74,6 %), Landkreis Kulmbach (8,0 %) |           |
| LSG Kreuzberg - Hohe Warte im Gebiet der Stadt Kronach, des Marktes Marktrodach und der Gemeinde Wilhelmsthal, Landkreis Kronach          | weitere Bilder | LSG-00389.01 | 395897  | Q59636036 | 1986       |             | Position | 708,7     | Landkreis Kronach (100 %) |           |
| LSG Melm im Gebiet der Stadt Kronach und des Marktes Marktrodach, Landkreis Kronach                                                       |                | LSG-00390.01 | 395898  | Q59636037 | 1986       |             | Position | 432,06    | Landkreis Kronach (100 %) |           |
| LSG Mitwitzer Wustungen im Gebiet des Marktes Mitwitz, Landkreis Kronach                                                                  |                | LSG-00548.01 | 396099  | Q59636042 | 2001       |             | Position | 988,39    | Landkreis Kronach (99,9 %) |           |
| LSG Rosenberg im Gebiet der Stadt Kronach, Landkreis Kronach                                                                              |                | LSG-00392.01 | 395900  | Q59636041 | 1986       |             | Position | 195,76    | Landkreis Kronach (100 %) |           |
| LSG Teuschnitz Au im Gebiet der Stadt Teuschnitz, Landkreis Kronach                                                                       |                | LSG-00391.01 | 395899  | Q59636039 | 1986       |             | Position | 94,21     | Landkreis Kronach (100 %) |           |
| Roter Bühl |                | LSG-00549.01 | 396100  | Q59636044 | 2001       |             | Position | 1626,16   | Landkreis Kronach (100 %) |           |
| Kessel-Plosenberg |                | LSG-00483.01 | 395991  | Q59635628 | 1994       |             | Position | 110,12    | Landkreis Kulmbach (100 %) |           |
| LSG Plassenburg im Gebiet der Stadt Kulmbach                                                                                              |                | LSG-00463.01 | 395971  | Q59635627 | 1992       |             | Position | 33,55     | Landkreis Kulmbach (100 %) |           |
| LSG Steinachtal mit Nebentälern im Gebiet der Landkreise Hof und Kulmbach                                                                 | weitere Bilder | LSG-00363.01 | 395872  | Q59635622 | 1984       |             | Position | 1664,29   | Landkreis Hof (3,6 %), Landkreis Kulmbach (96,3 %) |           |
| LSG Unteres Rotmaintal im Gebiet der Landkreise Bayreuth und Kulmbach sowie der Stadt Bayreuth                                            |                | LSG-00416.01 | 395924  | Q59635624 | 1988       |             | Position | 1133,76   | Bayreuth (7,6 %), Landkreis Bayreuth (20,0 %), Landkreis Kulmbach (72,3 %) |           |
| Schutz von Landschaftsräumen im Gebiet der Landkreise Bayreuth und Kulmbach (Trebgasttal)                                                 |                | LSG-00291.01 | 395768  | Q59635621 | 1978       |             | Position | 3199,06   | Landkreis Bayreuth (22,4 %), Landkreis Kulmbach (77,5 %) |           |
| Schutz von Landschaftsteilen beiderseits der Ostmarkstraße Berneck-Weiden                                                                 |                | LSG-00007.01 | 395451  | Q59635608 | 1951       |             | Position | 8,17      | Landkreis Bayreuth (3,4 %), Landkreis Kulmbach (96,6 %) |           |
| Schutz von Landschaftsteilen im Gebiet der Stadt Kulmbach und des Landkreises Kulmbach (Metzdorfer Gründlein und Dobrachtal)              |                | LSG-00197.01 | 395678  | Q59635613 | 1970       |             | Position | 124,89    | Landkreis Kulmbach (100 %) |           |
| Schutz von Landschaftsteilen im Gebiet des Landkreises Kulmbach - Igelsweiher                                                             |                | LSG-00257.01 | 395735  | Q59635618 | 1973       |             | Position | 39,48     | Landkreis Kulmbach (100 %) |           |
| Schutz von Landschaftsteilen im Gebiet des Landkreises Kulmbach - Patersberg - Wacholdergrund                                             |                | LSG-00245.01 | 395723  | Q59635616 | 1972       |             | Position | 483,12    | Landkreis Kulmbach (100 %) |           |
| Schutz von Landschaftsteilen in den Landkreisen Hof, Kronach, Kulmbach, Münchberg, Naila und Stadtsteinach (Landschaftsteil Schorgasttal) |                | LSG-00085.01 | 395506  | Q59635609 | 1956       |             | Position | 1073,09   | Landkreis Hof (10,5 %), Landkreis Kulmbach (89,4 %) |           |
| LSG Kloster Banz, Landkreis Lichtenfels                                                                                                   |                | LSG-00586.01 | 396135  | Q59635051 | 2006       |             | Position | 862,89    | Landkreis Lichtenfels (100 %) |           |
| LSG Köstner Gründla |                | LSG-00494.01 | 396002  | Q59635045 | 1995       |             | Position | 19,36     | Landkreis Lichtenfels (100 %) |           |
| LSG Neuenseer Weiher in der Gemarkung Neuensee, Landkreis Lichtenfels                                                                     |                | LSG-00387.01 | 395895  | Q59635043 | 1986       |             | Position | 62,56     | Landkreis Lichtenfels (100 %) |           |
| Schutz des Landschaftsteiles Bergschloß in Lichtenfels                                                                                    |                | LSG-00086.01 | 395507  | Q59635040 | 1957       |             | Position | 3,78      | Landkreis Lichtenfels (100 %) |           |
| Schutz von Landschaftsteilen im Landkreis Lichtenfels, LSG Katzogel                                                                       |                | LSG-00051.01 | 395479  | Q59635038 | 1955       |             | Position | 10,26     | Landkreis Lichtenfels (100 %) |           |
| Schutz von Landschaftsteilen in den Landkreisen Hof und Wunsiedel (LSG Lamitzgrund – Südlicher Teil)                                      |                | LSG-00196.02 | 395677  | Q59634833 | 1970       |             | Position | 387,17    | Landkreis Hof (40,2 %), Landkreis Wunsiedel (59,7 %) |           |
| LSG Fichtelgebirge | weitere Bilder | LSG-00449.01 | 395957  | Q59634836 | 1990       |             | Position | 62728,01  | Landkreis Bayreuth (31,0 %), Landkreis Hof (9,9 %), Landkreis Kulmbach (0,4 %), Landkreis Wunsiedel (58,7 %)                                                                                         |           |